# Victorine Dakouo
Victorine Dakouo Dakouo, née le 25 octobre 1949 à Mandiakuy, est une femme politique malienne. 

## Carrière
Victorine Dakouo est institutrice de formation, ayant été formée au Centre pédagogique régional de Bamako. Elle enseigne à l'école de Kalaban-Coura dans la commune V de Bamako de 1969 à 1992. De confession catholique, elle épouse en 1971 Seydou Jérôme Dakouo (mort en 1987), un professeur de lettres, avec lequel elle a six enfants.
Elle adhère avec son mari à l'Union nationale des jeunes du Mali en 1978, et est une membre fondatrice de l'Adema-PASJ. Elle est élue députée de la circonscription de Tominian à l'Assemblée nationale aux élections législatives maliennes de 1992, mais n'est pas reconduite sur la liste candidate de son parti pour les élections législatives maliennes de 1997.